# 黎氏小鯷
黎氏小鯷（学名：Anchoa argentivittata）為輻鰭魚綱鲱形目鳀科的其中一種，分布於東太平洋區，從加利福尼亞灣至厄瓜多沿岸海域，棲息深度可達50公尺，本魚體延長，口鼻中位，吻長，約略等於眼徑，體側具一銀色條紋，臀鰭軟條14-17條，體長可達10公分，喜群游，棲息在沿岸，可作為食用魚。

## 擴展閱讀
維基物種上的相關：黎氏小鯷